# Mike O'Malley
Michael Edward O'Malley, detto Mike (Boston, 31 ottobre 1966), è un attore, sceneggiatore e produttore televisivo statunitense conosciuto principalmente per i suoi ruoli nelle serie televisive Prima o poi divorzio!, My Name Is Earl e Glee.

## Biografia
Mike O'Malley nasce a Boston nel Massachusetts, da Marianne, una consulente di carriera, e Tony O'Malley, un dirigente dell'industria della difesa. La sua famiglia ha origini irlandesi.
Nonostante sia nato a Boston è cresciuto nello stato del New Hampshire. Si è diplomato nel 1984 alla Bishop Guertin High School di Nashua e nel 1988 si è laureato all'Università del New Hampshire dove ha studiato teatro e dove era un membro della confraternita Kappa Sigma. Nel 2006 è ritornato nella sua università per tenere un discorso di commiato per la 136ª classe laureata, e durante questo avvenimento gli è stata anche conferita una laurea honoris causa.
Ha una sorella minore, Kerry, anche lei attrice e "veterana" di Broadway: ha ricevuto l'attenzione della critica per il suo ruolo nell'opera di Stephen Sondheim Into the Woods ed è apparsa in diversi episodi della serie televisiva Brotherhood - Legami di sangue della Showtime.
Mike è sposato dal 2000 con Lisa O'Malley, con la quale ha avuto tre figli: Fiona, Seamus e Declan.

### Carriera
La carriera di Mike O'Malley inizia nel 1991, anno in cui recita in un ruolo minore in un episodio della serie televisiva Law & Order - I due volti della giustizia. Dopo qualche anno di inattività tra il 1996 e il 1997 recita nel ruolo del protagonista Roger Hoyt nella serie televisiva di breve durata Vita con Roger, andata in onda sul canale The WB Television Network.
Tra il 1998 e il 1999 ottiene i suoi primi ruoli in film cinematografici. Recita in Deep Impact nel ruolo di Mike Perry, il professore di astronomia di Elijah Wood e successivamente recita in un ruolo di supporto nel film Falso tracciato con John Cusack e Billy Bob Thornton.
Nel 2000 interpreta Oliver, un sesso dipendente, nel film 28 giorni con Sandra Bullock. Sempre nello stesso anno ottiene uno dei ruoli per cui è maggiormente conosciuto dal grande pubblico: quello di Jimmy Hughes nella sitcom della CBS Prima o poi divorzio!. La serie è durata fino al 2006 e Mike è apparso in tutte le stagioni.
Finito Prima o poi divorzio! entra a far parte del cast di My Name Is Earl nel ruolo di Stuart Daniels, un poliziotto con la passione per il  bowling. Reciterà nella serie fino al 2009, anno della sua cancellazione.
Nel 2008 recita in nove episodi della serie televisiva di breve durata della NBC My Own Worst Enemy, nel doppio ruolo di Tom Grady e Raymond Carter e appare in due film cinematografici: Piacere Dave di Eddie Murphy e In amore niente regole di George Clooney.
Nel 2009 entra a far parte del cast della serie televisiva di successo Glee, nel ruolo di Burt Hummel, padre di Kurt Hummel interpretato da Chris Colfer. Ruolo ricorrente durante la prima stagione, nella seconda stagione viene inserito nel cast principale. Grazie alle sue ottime interpretazioni in questa serie, l'8 luglio 2010 ha ricevuto una nomination ai Premi Emmy nella categoria Miglior attore non protagonista in una serie tv commedia e l'8 agosto 2010 ha vinto un Teen Choice Awards.
Nel 2010 entra nel cast della serie televisiva Parenthood nel ruolo ricorrente di Jim Kazinsky e appare nel film Mangia prega ama con Julia Roberts. Durante il 2011 scrive la sceneggiatura di un episodio della serie televisiva Shameless.

## Filmografia

### Cinema
- Ragazzi e ragazze, (Some Girl), regia di Rory Kelly (1998)
- Deep Impact, regia di Mimi Leder (1998)
- Above Freezing, regia di Frank Todaro (1998)
- Falso tracciato (Pushing Tin), regia di Mike Newell (1999)
- 28 giorni (28 Days), regia di Betty Thomas (2000)
- The Perfect Man, regia di Mark Rosman (2005)
- On Broadway, regia di Dave McLaughlin (2007)
- In amore niente regole (Leatherheads), regia di George Clooney (2008)
- Piacere Dave (Meet Dave), regia di Brian Robbins (2008)
- Mangia prega ama (Eat Pray Love), regia di Ryan Murphy (2010)
- Benvenuti a Cedar Rapids (Cedar Rapids), regia di Miguel Arteta (2011)
- Mrs. Henderson's Cat, regia di Will Pellegrini – cortometraggio (2012)
- Una spia al liceo (So Undercover), regia di Tom Vaughan (2012)
- 3 Geezers!, regia di Michelle Schumacher (2013)
- R.I.P.D. - Poliziotti dall'aldilà (R.I.P.D.), regia di Robert Schwentke (2013)
- A Good Marriage, regia di Peter Askin (2014)
- Zona d'ombra (Concussion), regia di Peter Landesman (2015)
- Sully, regia di Clint Eastwood (2016)

### Televisione
- Law & Order - I due volti della giustizia (Law & Order) – serie TV, episodio 1x16 (1991)
- Get the Picture – serie TV, episodi sconosciuti (1991)
- Vita con Roger (Life with Roger) – serie TV, 20 episodi (1996-1997)
- Ad un passo dal Paradiso (Path to Paradise: The Untold Story of the World Trade Center Bombing), regia di Leslie Libman e Larry Williams – film TV (1997)
- The Mike O'Malley Show – serie TV, episodi 1x01-1x02 (1999)
- Prima o poi divorzio! (Yes, Dear) – serie TV, 122 episodi (2000-2006)
- My Name Is Earl – serie TV, 14 episodi (2006-2009)
- Pretty/Handsome, regia di Ryan Murphy – film TV (2008)
- My Own Worst Enemy – serie TV, 9 episodi (2008)
- Parenthood – serie TV, episodi 1x01-1x03-1x09 (2010)
- Family Album, regia di Shawn Levy – film TV (2011)
- When Harry Met Sally 2 with Billy Crystal and Helen Mirren, regia di Lindsay Crystal – cortometraggio TV (2011)
- Prodigy Bully, regia di Peter Segal – film TV (2012)
- Parks and Recreation – serie TV, episodio 4x21 (2012)
- Aiutami Hope! (Raising Hope) – serie TV, episodio 3x17 (2013)
- Justified – serie TV, 6 episodi (2013)
- Dietro i candelabri (Behind the Candelabra), regia di Steven Soderbergh – film TV (2013)
- Welcome to the Family – serie TV, 12 episodi (2013)
- Glee – serie TV, 33 episodi (2009-2015)
- The Good Place – serie TV, 4 episodi (2018)
- Snowpiercer – serie TV, 22 episodi (2020-2024)
- Heels – serie TV, 13 episodi (2021-2023)

### Doppiatore
- Baby Blues – serie animata, episodi 1x01-1x07-2x01 (2000-2002)
- A Baby Blues Christmas Special, regia di Tony Cervone – film TV (2002)
- Glenn Martin, DDS – serie animata, episodi 1x14-2x04-2x21 (2009-2011)

## Doppiatori italiani
Nelle versioni in italiano delle opere in cui ha recitato, Mike O'Malley è stato doppiato da:
- Stefano Benassi in Prima o poi divorzio! (st. 1), Snowpiercer
- Franco Mannella in Prima o poi divorzio! (st. 2-6), Una spia al liceo
- Vladimiro Conti in Piacere Dave, R.I.P.D. - Poliziotti dall'aldilà
- Giuliano Santi in Welcome to the Family, Glee
- Massimo Bitossi in Justified, Doctor Odyssey
- Massimiliano Manfredi in Vita con Roger
- Oreste Baldini in Falso tracciato
- Nino Prester in 28 giorni
- Luigi Ferraro in The Perfect Man
- Simone Mori in My Own Worst Enemy
- Roberto Draghetti in Parenthood
- Sergio Lucchetti in Benvenuti a Cedar Rapids
- Gaetano Varcasia in Dietro i candelabri
- Gaetano Lizzio in A Good Marriage
- Vittorio Guerrieri in Zona d'ombra
- Alessio Cigliano in Sully
- Luigi Scribani in The Good Place